# Kuma-gawa
Pour les articles homonymes, voir Kuma.
Le fleuve Kuma (球磨川, Kuma-gawa) est un fleuve de la préfecture de Kumamoto sur l'île de Kyushu au Japon.

## Géographie

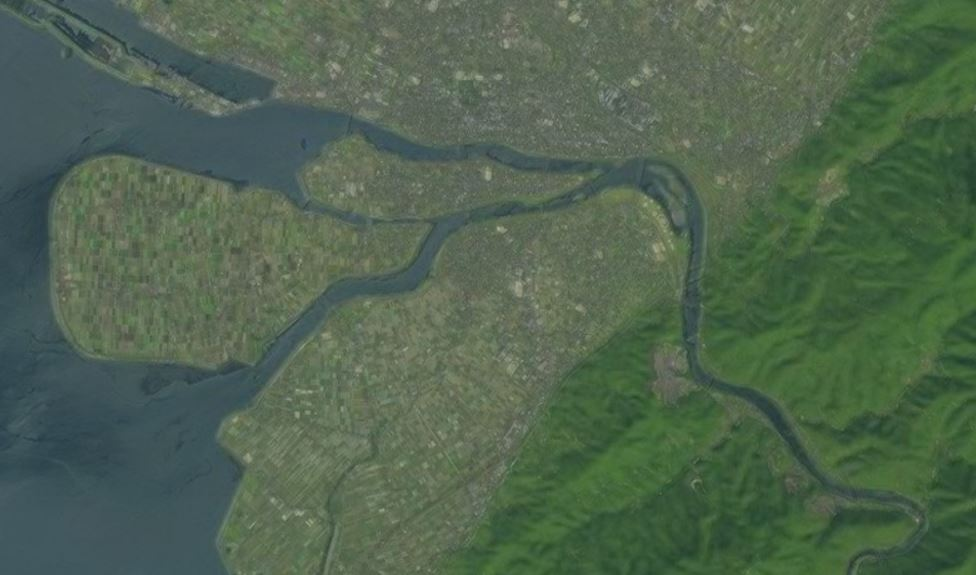
L'embouchure du fleuve Kuma à Yatsushiro.

La source du fleuve Kuma se trouve dans la préfecture de Kumamoto, au nord du village de Mizukami, à une altitude de 1 489 m. Son embouchure vers la mer de Yatsushiro se trouve à Yatsushiro.
Long de 115 km, le fleuve Kuma dispose d'un bassin versant de 1 880 km2 dans la préfectures de Kumamoto.
Depuis sa source, le cours du fleuve s'oriente dans la direction du sud jusqu'au lac artificiel du barrage d'Ichifusa construit dans les années 1950. Quittant Mizukami, il s'infléchit vers l'ouest puis plein ouest en traversant le nord de la ville de Hitoyoshi puis le village de Kuma. Sortant de Kuma, il s'oriente dans la direction nord, en bordure de Kuma, entre dans Yatsushiro et finit sa course dans la mer de Yatsushiro dans l'ouest de cette ville.
C'est l'un des trois fleuves les plus puissants du Japon avec les fleuves Mogami et le Fuji.

## Croisières
Le fleuve Kuma est un point touristique populaire. Environ 70 000 touristes font chaque année une croisière sur le fleuve. Le fleuve est également utilisé par les pêcheurs, principalement en juin, et pour l'irrigation des rizières situées à sa proximité.

## Notoriété
Son nom a été donné à un croiseur léger : le Kuma.